# Autobus
Ne doit pas être confondu avec Autocar.
Un autobus est un véhicule de transport routier de voyageurs en milieu urbain/périurbain et suburbain. C'est l'un des principaux types de véhicules employés dans les transports en commun.

## Étymologie

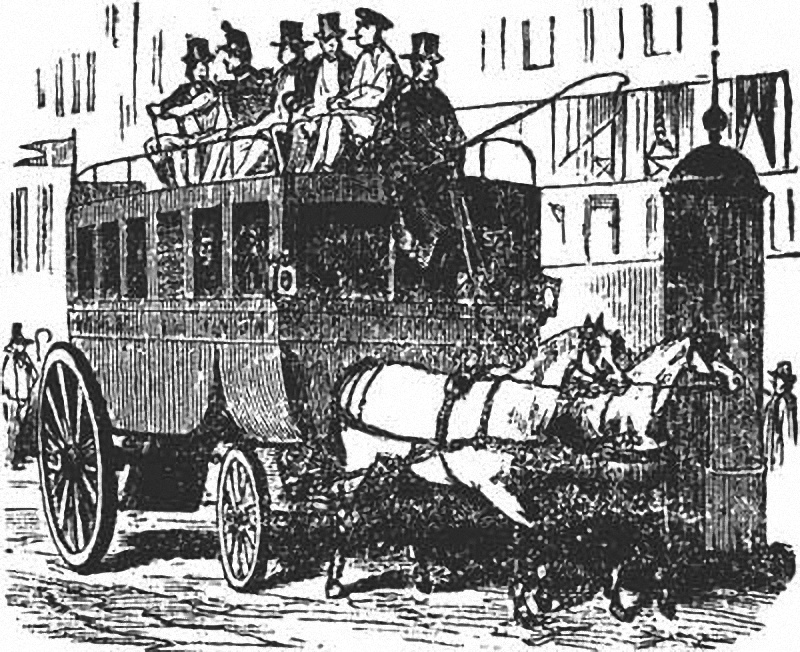
Omnibus parisien.

À Nantes, en 1826, Étienne Bureau, petit-fils d'armateur, imagine un véhicule pour transporter les employés entre les bureaux situés dans la rue Jean-Jacques-Rousseau et les entrepôts Salorges où se trouvent les services de la Douane.
Plus tard, son idée est reprise par Stanislas Baudry qui veut acheminer ses clients du centre-ville vers son établissement de bains. Son véhicule doit son nom à la boutique de chapelier « Omnes », située place du Port au Vin (devenue place du Commerce), où stationnaient les véhicules. Le slogan sur la façade du marchand de chapeaux était un jeu de mots intégrant le nom du commerçant et un mot latin : « Omnes omnibus » (« Omnes pour tous »). C'est ainsi que les usagers de la ligne prennent l'habitude de dire : « Je prends (ou je vais à)... l'omnibus ».
Finalement, « autobus » est la contraction de « omnibus automobile ».

## Historique

### Précurseurs
En 1825 à Nantes, Stanislas Baudry, un ancien officier de l’Empire, désire attirer des clients dans le quartier de Richebourg où il a installé un établissement de bains chauds. Les bains sont alimentés à partir de la récupération de l’eau de condensation d’une chaudière qu’il utilise pour actionner une minoterie à vapeur, la « Pompe à feu de Richebourg ». Il met une voiture à disposition de ses clients. Il s’aperçoit que sa clientèle préfère fréquenter sa voiture que son établissement de bains chauds,. Il demande donc à la municipalité l’autorisation d’établir un service de voitures publiques entre le quartier de Richebourg et les entrepôts Salorges, succédant ainsi à Étienne Bureau en créant la première ligne d’omnibus urbain. Le 10 août 1826, il fonde une entreprise comportant deux voitures suspendues pouvant recevoir chacune 16 personnes.
L'une relie la rue de Richebourg aux Salorges où se trouve l’entrepôt des Douanes, l'autre relie le pont de la Poissonnerie à la tour de Pirmil…
En 1898, il est déjà interdit d'y embarquer des chiens, et l'on dit indifféremment bus ou omnibus.

### Essor de l'autobus

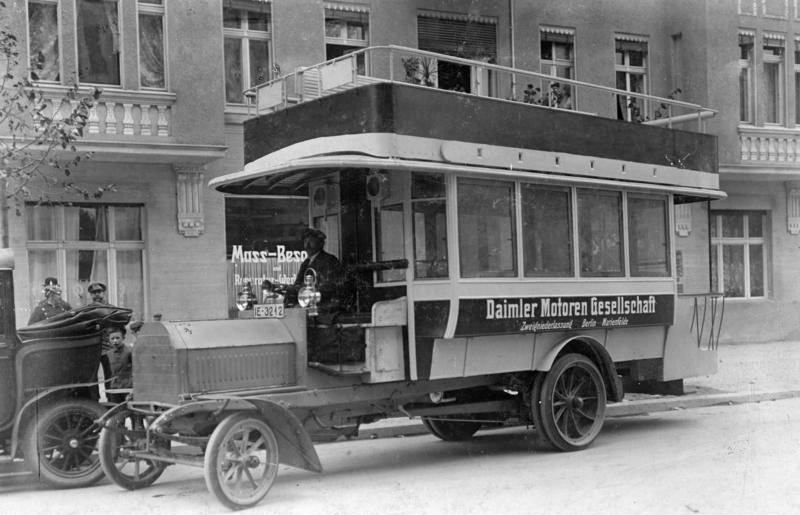
Autobus Daimler de 1907.

- En 1905, à Paris, la Compagnie générale des omnibus met en service sur la ligne « Montmartre - Saint-Germain-des-Prés » une voiture automotrice à vapeur (système Serpollet).
- Au Salon de l'automobile de Paris de la même année le premier autobus à essence est présenté et relie la Bourse au cours la Reine.
- L'essor des autobus parait irrésistible : à Paris, l'omnibus à cheval disparaît en 1912, et le tramway en 1938.
- Après la Seconde Guerre mondiale, l'autobus remplaça progressivement le tramway dans la majorité des villes de France, d'Espagne, du Royaume-Uni et d'Amérique du Nord.

### Concurrence des autres modes de transport
À partir des années 1980, l'autobus est parfois remplacé par le tramway, ou le métro, sur les lignes à fort trafic de certaines grandes villes. Ces autres modes de transport ont un coût d'investissement élevé, mais une plus forte capacité modulable et un coût d'exploitation plus faible. Avec les trolleybus, ils sont, du fait de leur traction électrique, moins polluants et moins soumis aux crises pétrolières. Ce sont deux arguments les faisant préférer aux autobus en site propre à la manière du TVM.

## Différences avec l'autocar

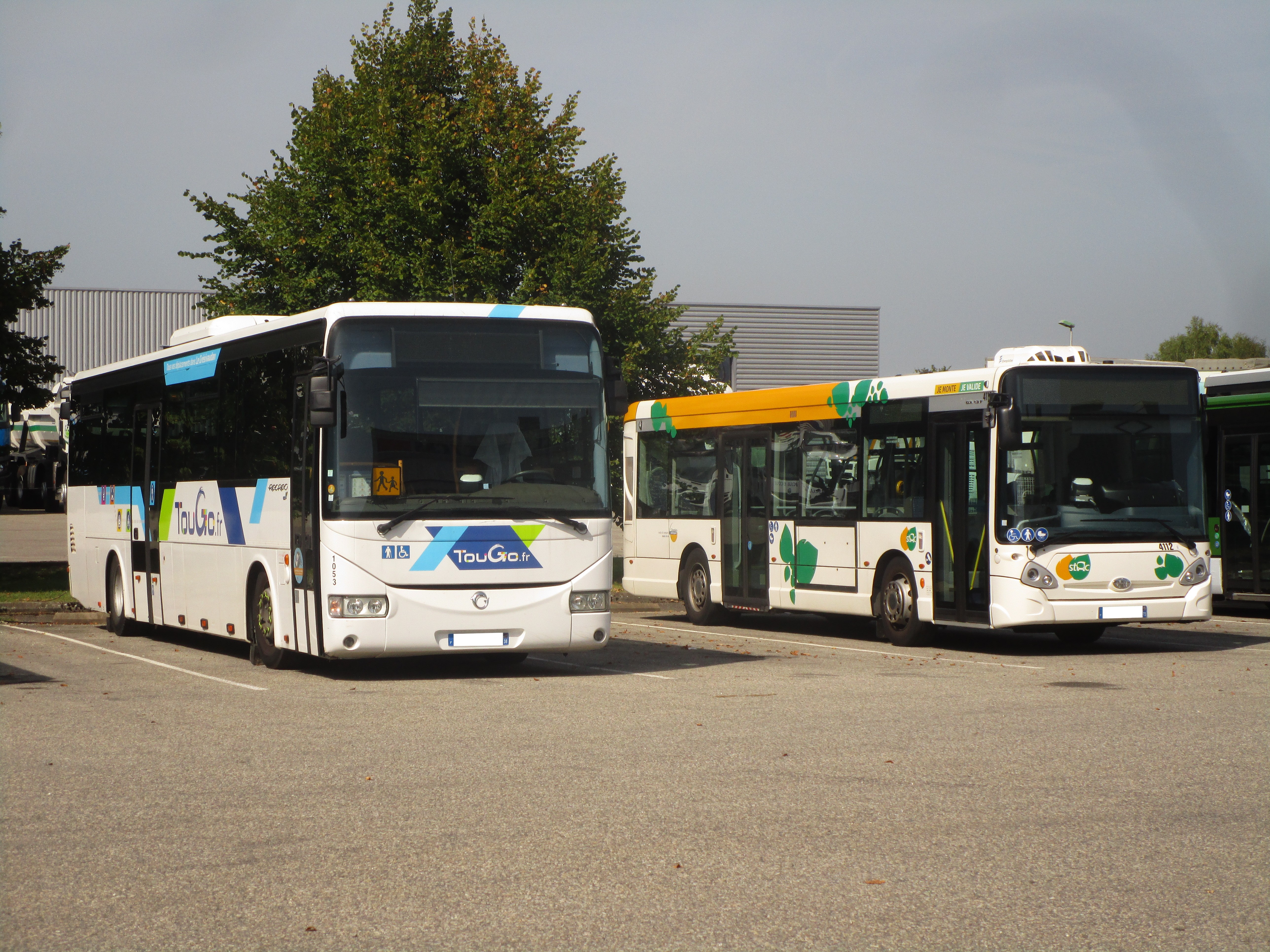
À gauche, un Irisbus Récréo (autocar) ;
À droite, un Heuliez GX 137 (autobus).

| | 22 < passagers                       | 8 < passagers <22 |
| --- | ------------------------------------ | ----------------- |
| Autobus | Classe 1 (aucune place assise)       | Classe A          |
| Autobus | Classe 2 (deux types de place)       | Classe A          |
| Autocar | Classe 3 (places assises uniquement) | Classe B          |
| La classification UNECE différencie les bus selon le type de place assise ou non, mais ne nomme pas la catégorie autrement que par le concept de classe. |                                      |                   |

### Autobus
Un autobus est affecté au transport urbain ou périurbain. Il est conçu pour effectuer des trajets moins longs que les autocars avec des arrêts fréquents. Sa vitesse est relativement faible. On y autorise la station debout. Il comporte plusieurs portes pour la montée et la descente des voyageurs. Il est généralement interdit sur voie autoroutière et ne peut pas toujours emprunter les rocades des grandes villes, excepté s'il s'y comporte comme les autres véhicules, à savoir s'abstenir de s'arrêter et de charger ou décharger des passagers.
Il est souvent à boîte de vitesses automatique. Les plus récents sont surbaissés pour faciliter la montée et la descente des passagers à mobilité réduite (handicapés, personnes âgées, personnes avec poussettes) ; ils peuvent s'incliner vers le trottoir et certains sont même munis d'une rampe rétractable allant jusqu'au sol.

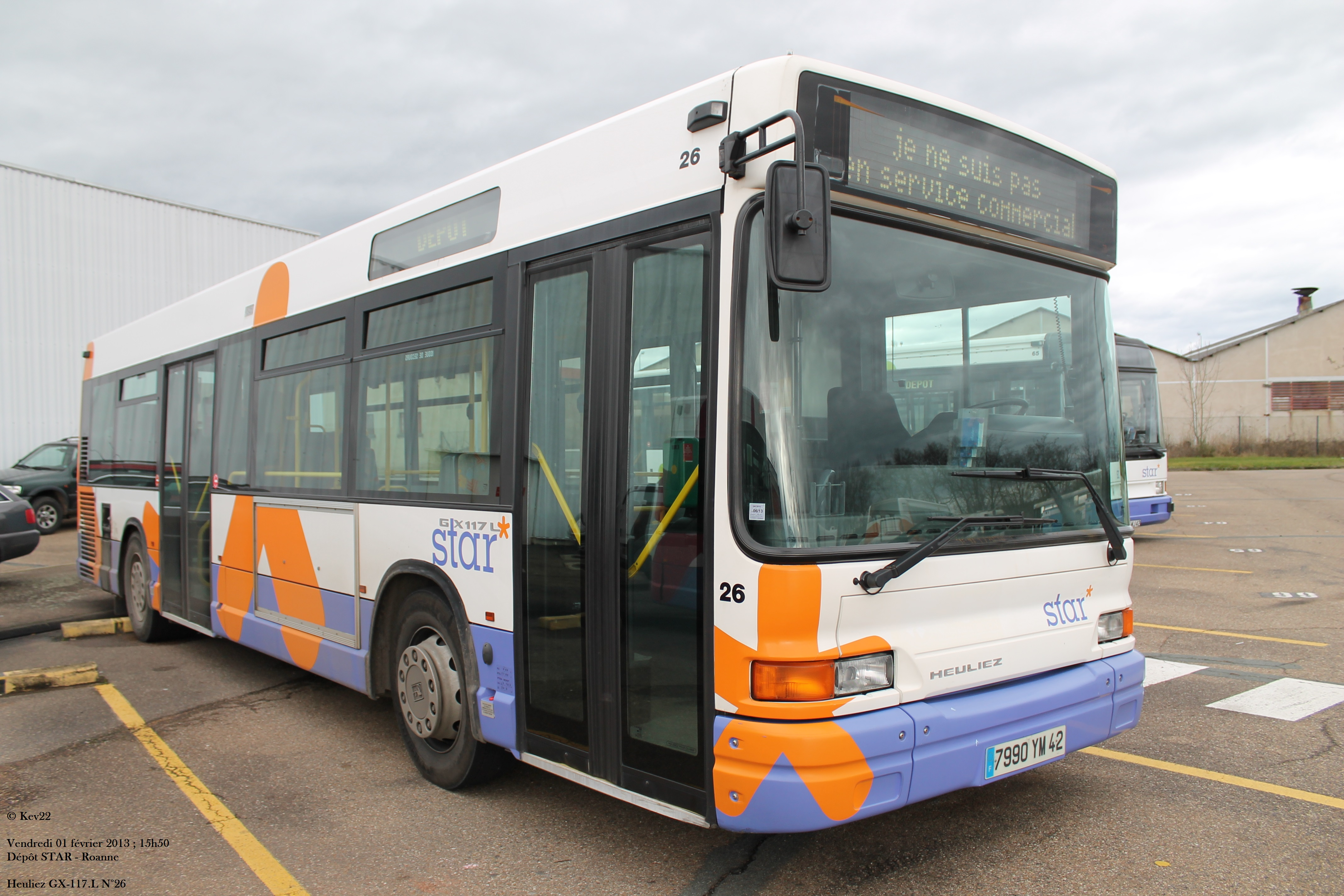
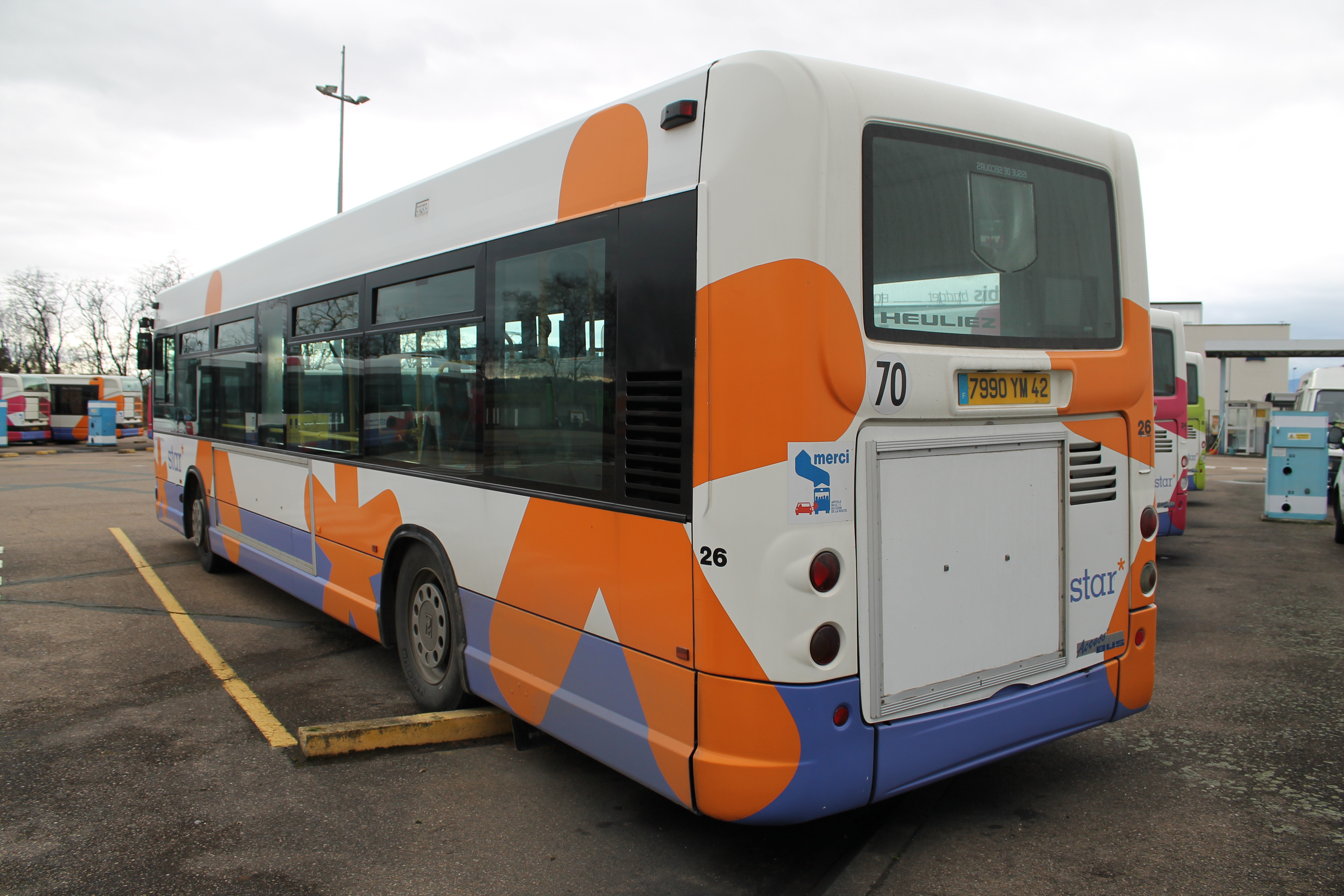
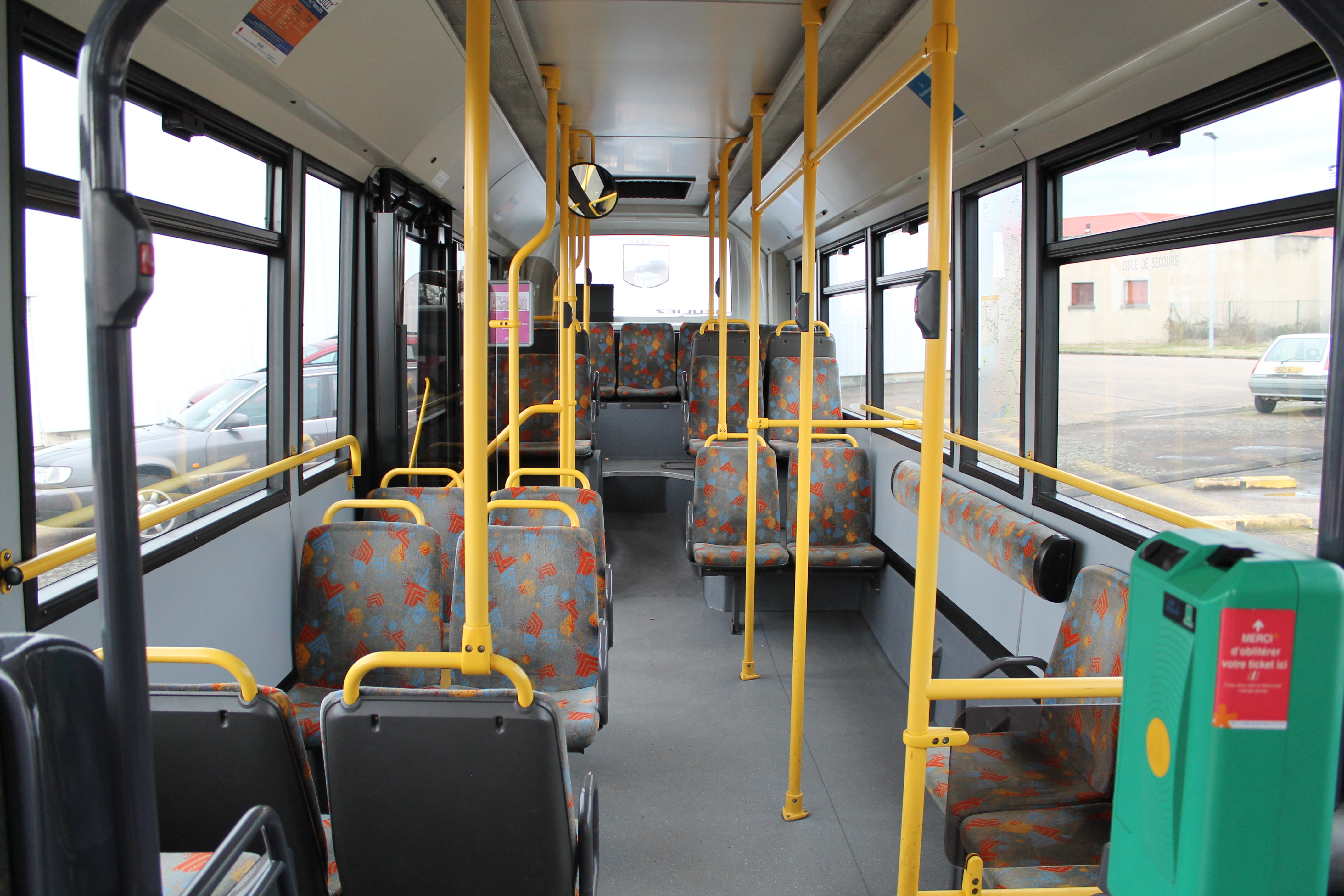

### Autocar
Dans un autocar, les voyageurs sont tous obligatoirement assis (hormis en zone urbaine). La directive 2003/20/CE du Parlement européen impose d'ailleurs l'usage des ceintures de sécurité dans les autocars qui en sont équipés (ceux qui en France ont été mis en circulation après le 1er octobre 1999[réf. souhaitée] pour les autocars de plus de 3,5 tonnes et en octobre 2001 pour les autocars de moins de 3,5 tonnes). Le code de la route français a été modifié dans ce sens en juillet 2003.
Les autocars sont équipés de soutes dans lesquelles les passagers peuvent déposer leurs bagages encombrants. Ces soutes sont situées sous l'habitacle et, par conséquent, les autocars sont sensiblement plus hauts que les autobus. Pour les longues liaisons, certains autocars disposent de toilettes et de couchettes ou de sièges inclinables.

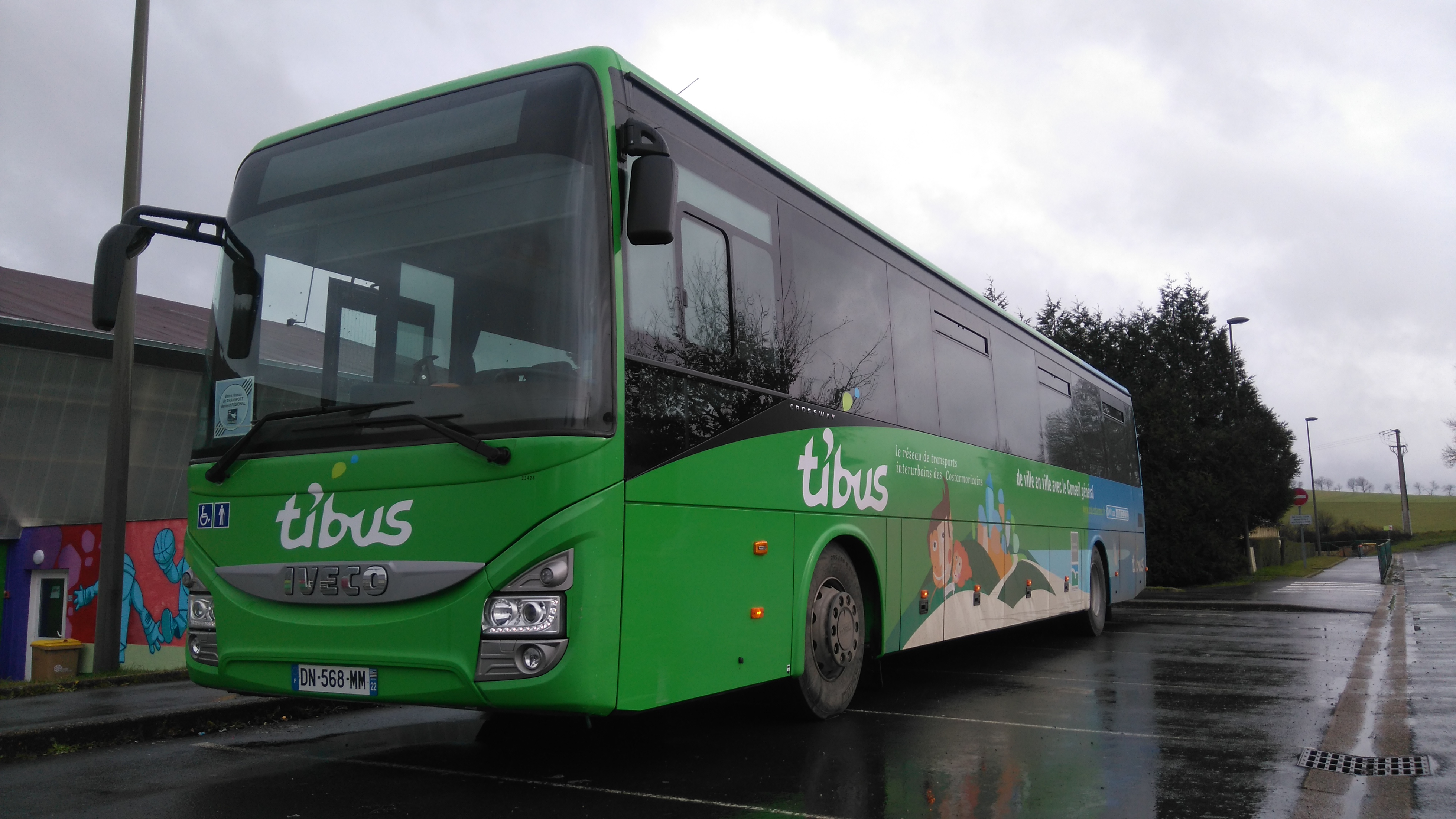
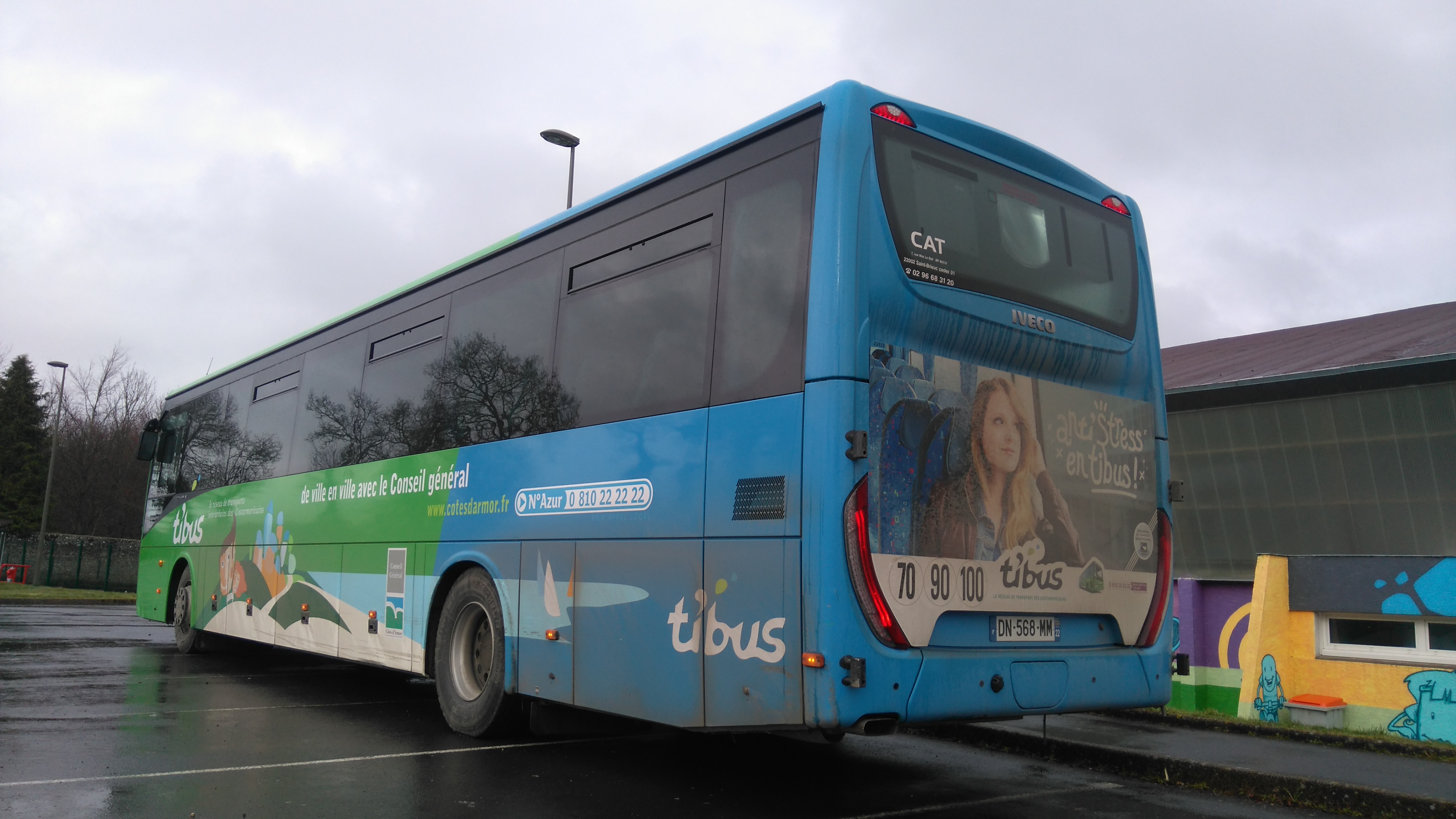
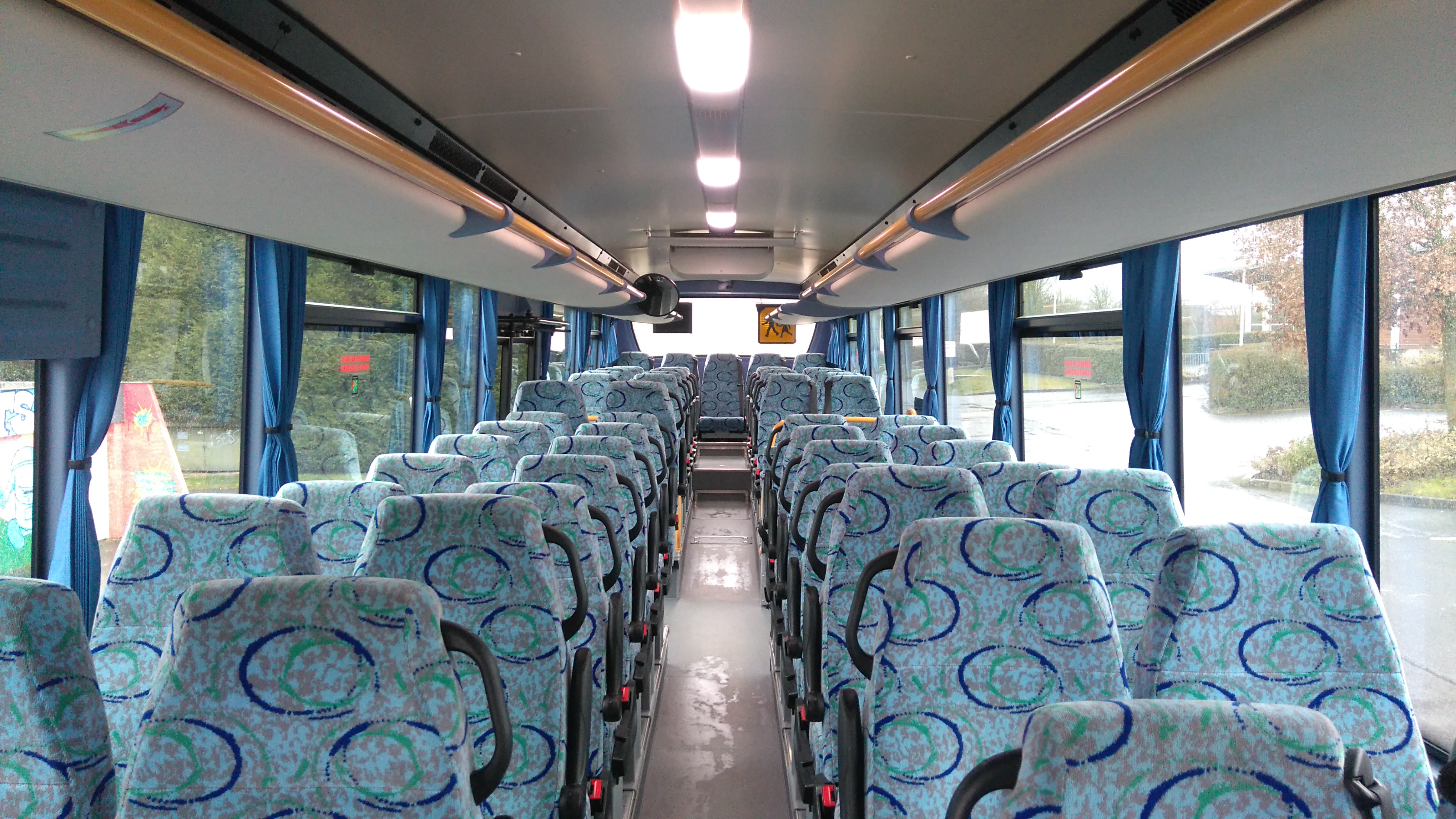

## Typologie

### Versions
Autobus urbain

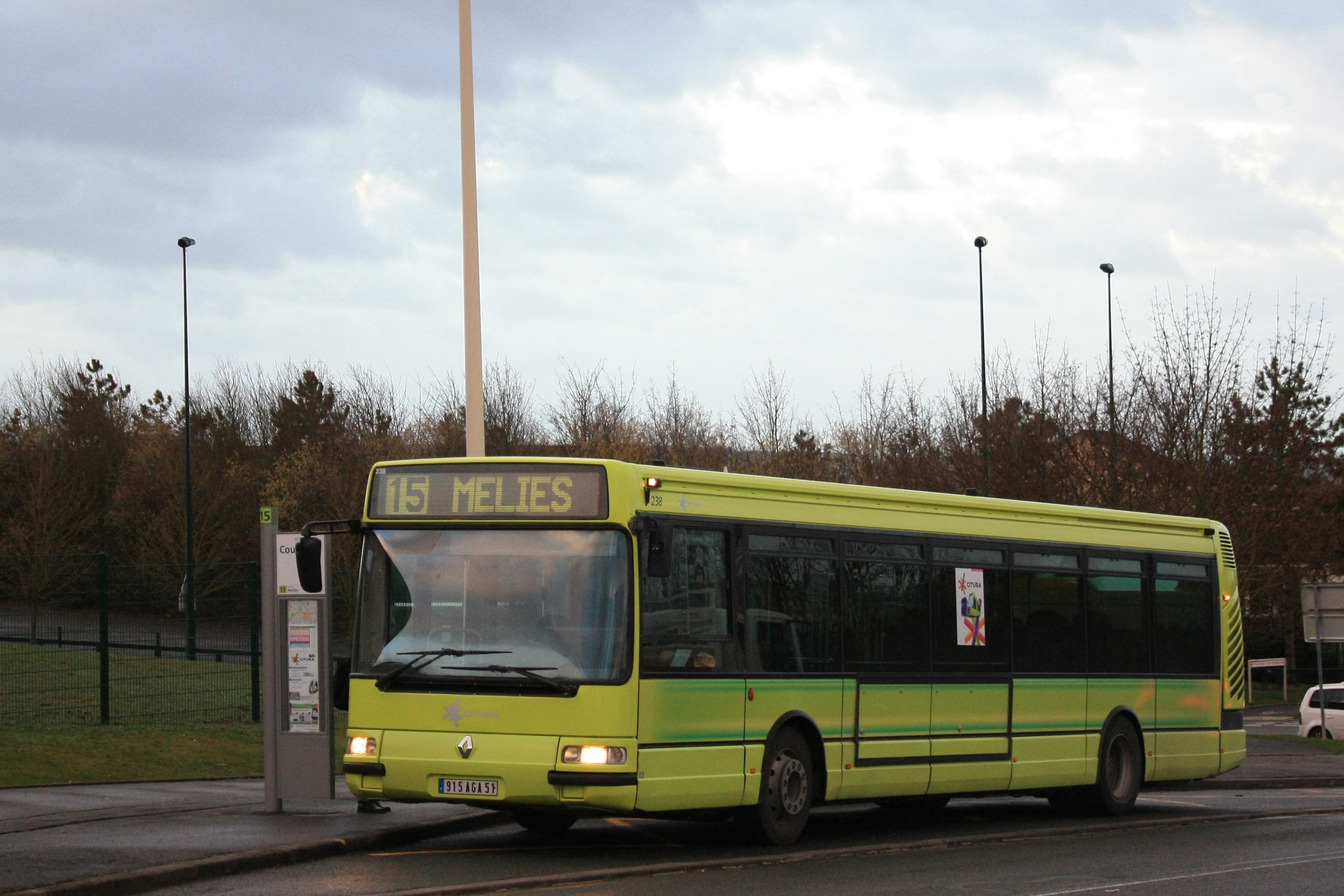
Exemple de l'Agora,
autobus urbain et périurbain.

Véhicule destiné à circuler uniquement en ville, centre-ville et banlieue de l'unité urbaine concernée.
Autobus périurbain et suburbain
Véhicule destiné à circuler uniquement en ville, banlieue et communes rurales proche de l'unité urbaine concernée.
Autobus BHNS

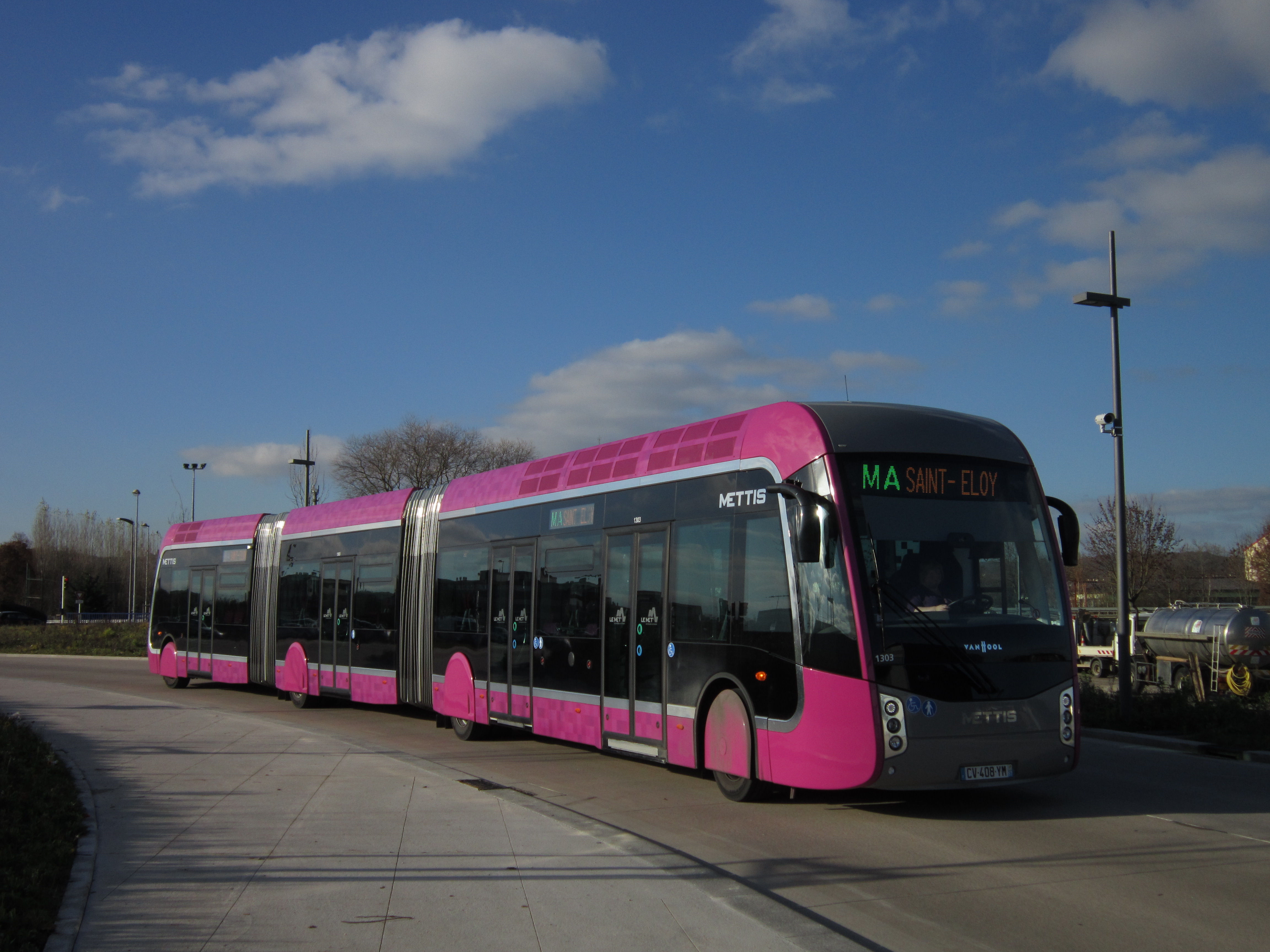
Un autobus BHNS du réseau Mettis à Metz.

Le concept d'autobus à haut niveau de service (BHNS), aussi nommé Busway ou Trambus, date de 2004,,.
Concept générique volontairement souple, pour s'adapter à différentes configurations, les caractéristiques principales de ce système de transport public, utilisant des véhicules types autobus ou trolleybus, sont, : une infrastructure de qualité, ossature du système, parcours rationalisé avec un itinéraire intégralement ou partiellement en sites propres, un système de priorité aux feux tricolores et aux ronds-points garanti par des aménagements spécifiques ; un niveau de service performant et pérenne avec une forte fréquence (5 à 10 min en heures de pointe et moins de 15 min en heures creuses) avec amplitude horaire élevée (circulation la semaine, en soirée et le week-end) ; un matériel roulant en cohérence avec le service offert avec un plancher bas pour faciliter l'accès aux personnes à mobilité réduite ; des modalités d’exploitation participant à un bon niveau de service, avec vente de titres de transports effectuée au niveau des stations ; une identification forte du service ou de la ligne.
Son domaine de pertinence se situe entre 2 000 à 3 000 personnes par heure et par sens en heure de pointe. Des débits pouvant atteindre 9 000 à 15 000 personnes par heure et par sens sont observés outre-Atlantique sur certaines sections.

### Gabarit
Minibus

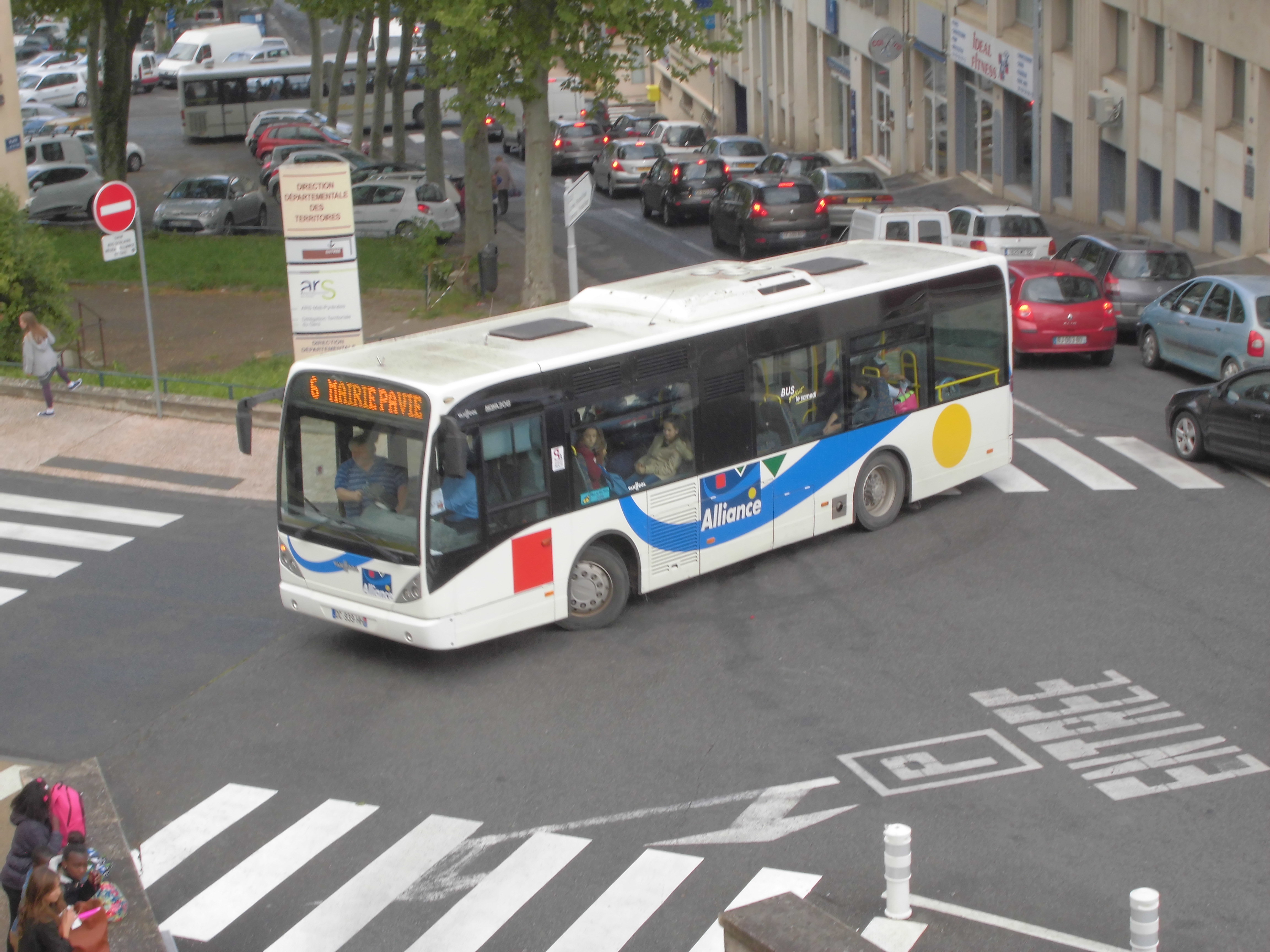
Midibus NewA308 du constructeur Van Hool.

Un minibus est un véhicule de transport de passagers conçu pour transporter moins de personnes qu'un bus standard. On utilise ce terme pour les véhicules ayant une capacité de voyageurs comprise entre 8 et 30 sièges. Au-delà, on utilisera le terme de midibus.
Midibus
Un midibus est un véhicule de transport de passagers. Leur longueur oscille entre 8 mètres et 10 mètres ; sa largeur inférieure à 2,55 m. Il est prévu pour transporter entre 30 et 80 passagers, et donc pour des lignes urbaines à fréquentation moyenne ou faible ou circulant dans des rues étroites (hyper-centre, centre-ville historique, etc.).
Bus standard
Un autobus dit « standard » est un bus faisant une longueur allant de 11 mètres (standard court) à 13 mètres (standard long). Ils ont une capacité totale d'environ 100 passagers.
Bus à impériale

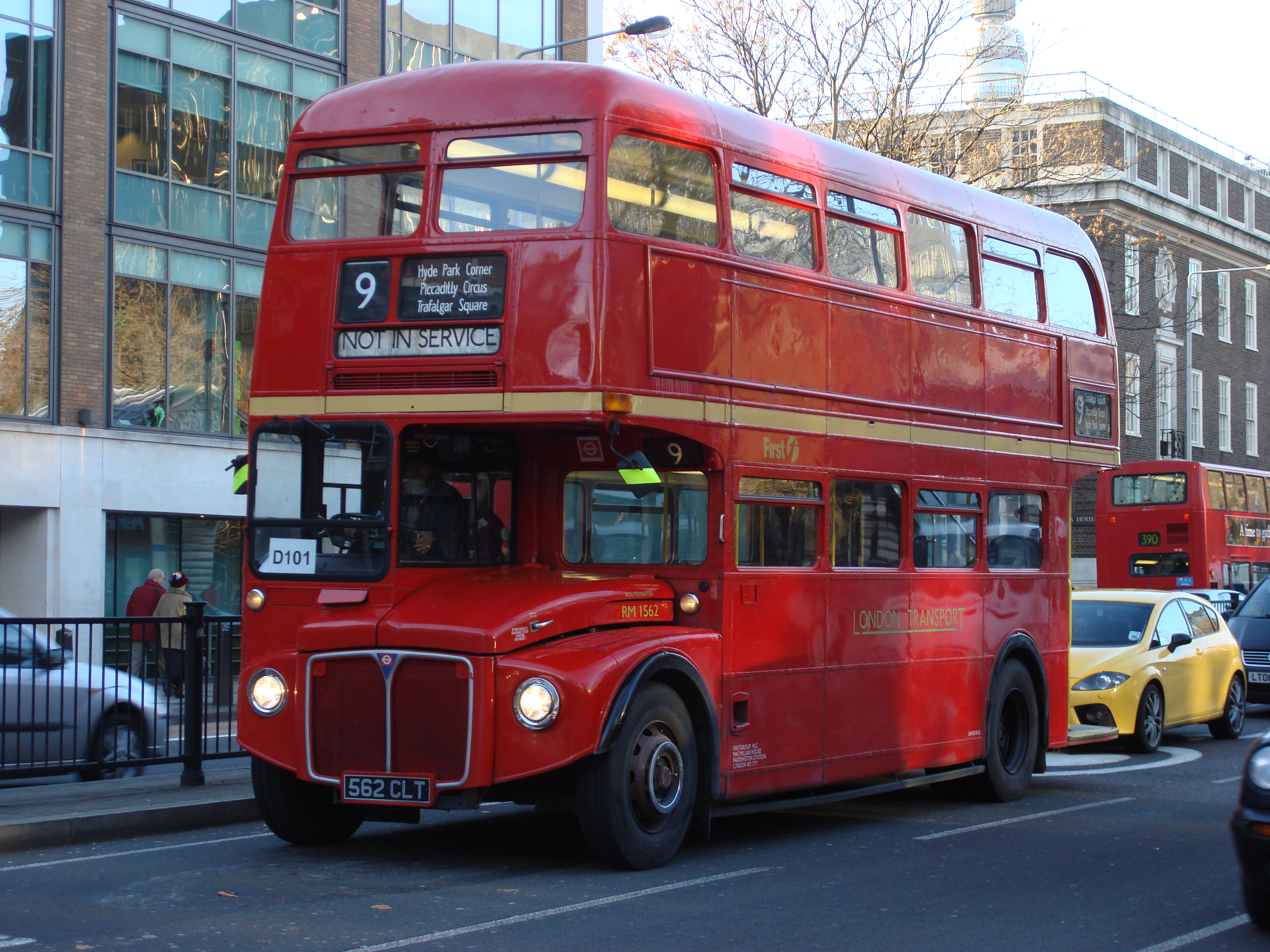
Bus à impériale à Londres.

Un bus à impériale est un bus à deux niveaux, dont l'étage supérieur peut être décapotable ou carrossé. Ces bus sont très répandus dans le monde entier soit pour utilisation touristique ou de transport en commun, mais cette dernière utilisation est moins courante. L'intérêt est de disposer de plus de place dans un véhicule de même longueur et présentant presque la même manœuvrabilité. Cependant, la hauteur supplémentaire induite par cette organisation pose des problèmes de sécurité, des accidents graves étant survenus lors du passage sous des ouvrages d'art trop bas. Il impose un élagage (des arbres) plus grand et l'installation de l'escalier fait perdre une partie de l'avantage de capacité.
Le nom vient du fait que ce genre de bus est utilisé à Londres.[réf. nécessaire]
Bus articulé et bi-articulé

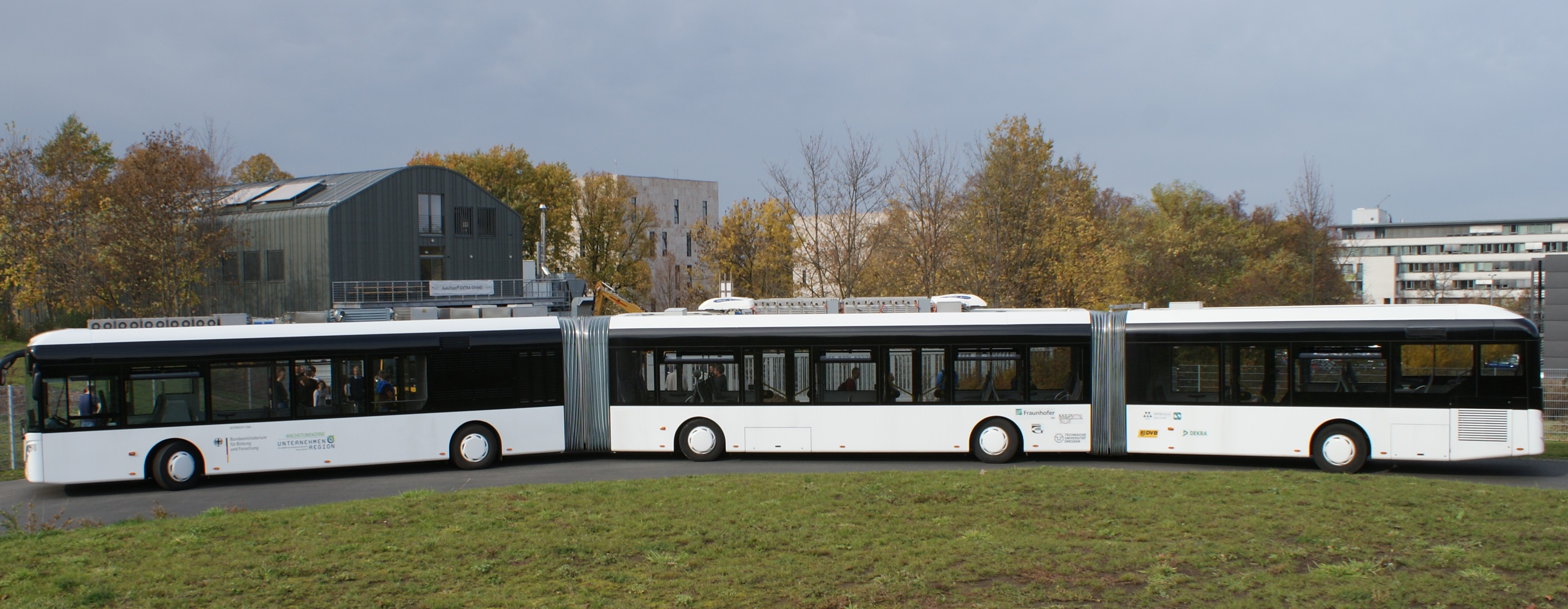

Pour les lignes urbaines à fort trafic, on utilise parfois des autobus articulés qui apportent un gain de capacité notable (jusqu'à 200 passagers). L'autobus articulé (autrement appelé bus accordéon) est un bus constitué de deux parties rigides reliées entre elles par un axe de pivotement. Sa longueur varie de 17 à 20 mètres.
Un autobus bi-articulé (autrement appelé mégabus) est un bus constitué de trois parties rigides reliées entre elles par deux axes de pivotement. Cette disposition permet une plus grande capacité qu'un autobus articulé. Il est généralement de conception sans étage et sa longueur est en moyenne de 25 à 27 mètres, mais certains atteignent les 30 mètres de long.

### Capacités
D'un point de vue légal, un autobus est doté d'au moins 10 places assises dans l'union européenne, et d'au moins 11 places assises au Japon ou aux États-Unis; suivant les pays, le nombre de places assises peut être défini à partir du nombre de ceintures de sécurité ou à partir de la largeur des sièges.
Les autobus les plus courants peuvent transporter environ cent personnes. La compagnie de bus norvégienne Oslo Public Transport, fait valoir dans une publicité, qu'un autobus équivaut à une file de voitures d'à peu près un kilomètre de long (en retenant 1 mètre entre chaque voiture et une longueur moyenne de cinq mètres pour les automobiles). (remarque : le covoiturage n'est pas pris en compte dans cette publicité).
Depuis les années 1950, chaque véhicule de transports en commun doit indiquer de façon lisible, à l'intérieur près du poste de conduite, son nombre de places assises et debout.

### Accessibilité

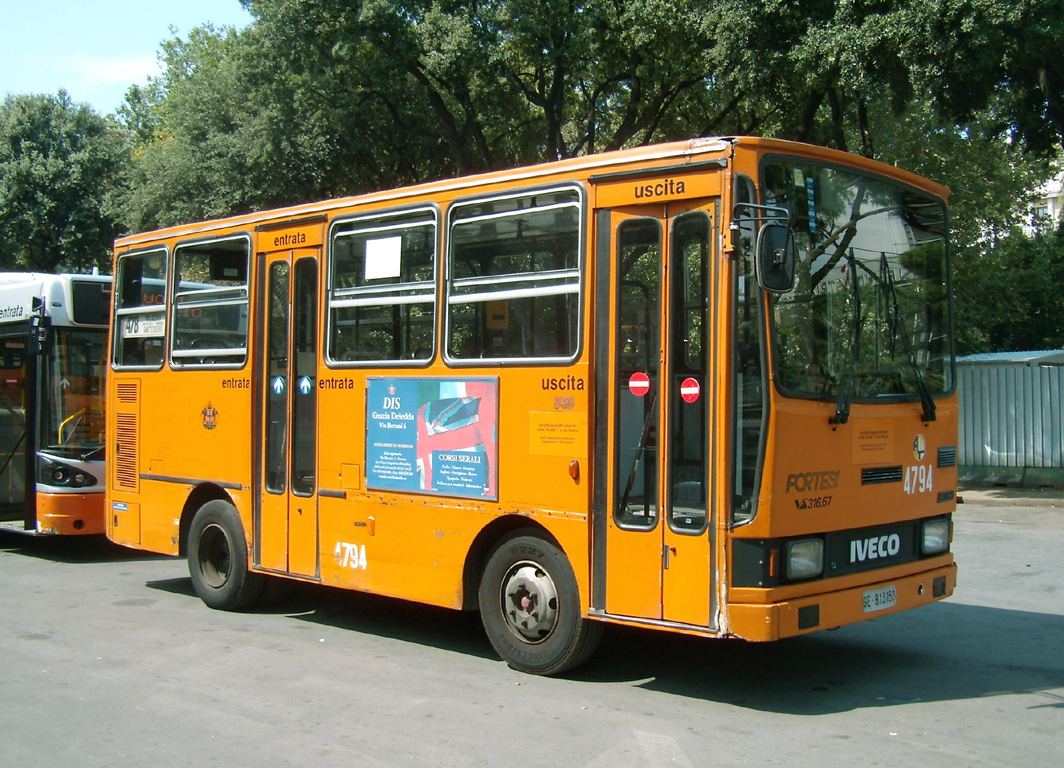
Ancien midibus à plancher haut.

Historiquement, les premiers autobus sont soit la conversion directe de camion par l'ajout d'une cabine de transport de passager, soit la construction d'un habitacle spécifique sur un châssis classique, de camion ou dédié. L'accès à ces autobus, dits à plancher haut, se fait alors par l'intermédiaire d'un escalier ou de marches d'accès.
Plate-forme d'accès à l'arrière

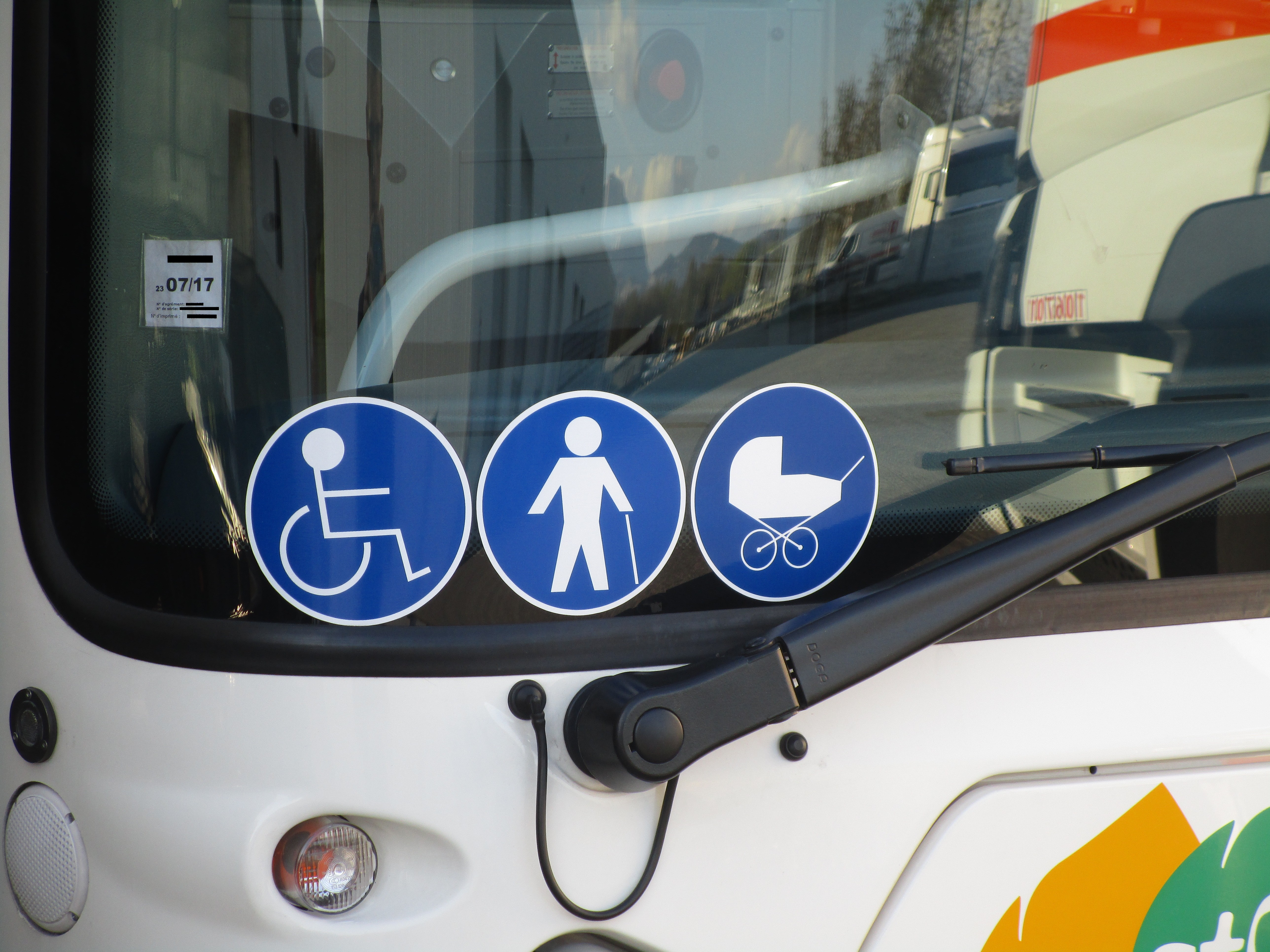
Logos d'accessibilité sur un bus.

Uniquement sur le bus parisien des années 1930 à 1980. La plate-forme permet d'accéder au bus en deux étapes, une première marche pour monter sur la plate-forme et une seconde pour entrer dans le bus.
Plancher surbaissé
Aussi appelé plancher bas intégral. Seul l'espace occupé par les passages de roues n'est pas à la hauteur du plancher. Les dernières générations d'autobus ont un plancher bas intégral à hauteur moyenne de trottoir.
Autobus "Low entry"
Plancher bas partiel. Surtout utilisés en trafic périurbain et régional, ils possèdent un plancher bas jusqu'à la porte médiane tandis que la partie arrière est surhaussée.
Suspension réglables en hauteur
La caisse du bus se « penche » ou descend de quelques centimètres de manière à se mettre à la hauteur du trottoir. Système de suspension pneumatique ou hydro-pneumatique, ou bien caisse pendulaire flottante.
Rampes escamotables
Une rampe escamotable amovible et motorisée peut-être présente. Système avec rampe escamotée sous la caisse avec une articulation en ciseaux ou bien qui glisse dans un tiroir. Plus rarement rampes à vérin repliée sur la porte.
Emplacement à accessibilité améliorée
Siège pliable et repliable, ceinture de sécurité et points d'accrochage.

### Motorisation

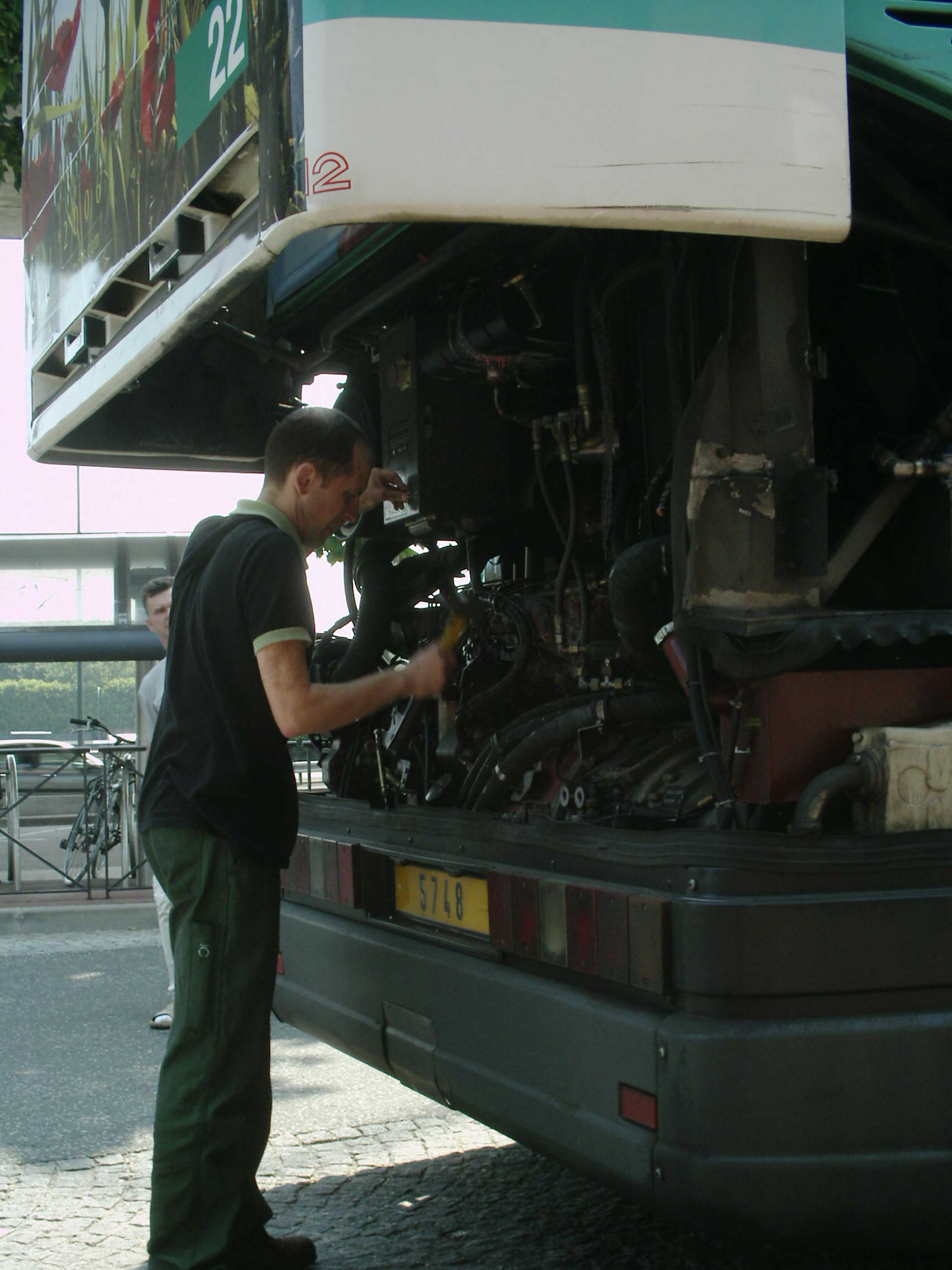
Vérification d'un moteur en position verticale.

On retrouve différents types de motorisation possibles pour les autobus :
- les bus thermiques : à l'instar de la plupart des véhicules routiers ces bus fonctionnent avec un moteur à combustion interne et du carburant (diesel, plus rarement essence)
- les bus hybrides : motorisation où moteur diesel et moteur électrique sont tous les deux utilisés et permettent une consommation réduite de carburant[17].
- les bus au gaz naturel ou au gaz de pétrole liquéfié
- les bus électriques : ces bus utilisent un moteur électrique qui est alimenté par l'énergie électrique stockée dans des batteries (et non captée par ligne aérienne comme les trolleybus) ; une variante récente sont les bus à hydrogène alimentés par une pile à combustible.

## Usages
| Par pays (véhicules enregistrés dans le pays déclarant) | Par trafic national (en Allemagne) |
| --- | --- |
| Le graphique qui aurait dû être présenté ici ne peut pas être affiché car il utilise l'ancienne extension Graph, désactivée pour des questions de sécurité. Des indications pour créer un nouveau graphique avec la nouvelle extension Chart sont disponibles ici . | Le graphique qui aurait dû être présenté ici ne peut pas être affiché car il utilise l'ancienne extension Graph, désactivée pour des questions de sécurité. Des indications pour créer un nouveau graphique avec la nouvelle extension Chart sont disponibles ici . |
| Sources Eurostat (série road_tf_buscoa). | |

## Droit

### Normes européennes d'émission
Dès le 1er octobre 2009, dans l’Union européenne, tout véhicule lourd immatriculé pour la première fois doit respecter la norme Euro 5, qui par rapport à la précédente (Euro 4 du 1er octobre 2006) diminue les seuils maximum d’émission d'oxydes d’azote (de 3,5 g/kWh à 2 g/kWh). Les seuils d'émissions d’hydrocarbure (0,46 g/kWh), de monoxyde de carbone (1,5 g/kWh) et de particules (0,02 g/kWh) sont inchangés.
La norme Euro 6 est entrée en vigueur le 31 décembre 2012 et diminuera les émissions autorisées d'oxydes d'azote (–80 %) mais aussi d'hydrocarbures (–72 %) et de particules (–50 %), la norme pour le monoxyde de carbone restant inchangée, mais une nouvelle norme apparaît pour l'ammoniac (10 ppm).
Selon la Fédération nationale des transporteurs routiers (française), ces normes Euro, ont déjà permis de réduire de deux à trois fois les émissions polluantes du début des années 1990 : « en 20 ans la pollution des véhicules a chuté de 49 % pour l’oxyde d’azote, 61 % pour les particules, 64 % pour le monoxyde de carbone et 99 % pour le soufre », mais l'augmentation de la circulation et du nombre de véhicules a en partie limité les effets positifs de la norme en bilan net.

### Réglementation sociale européenne
Le texte de base pour la règlementation du transport de voyageurs en France reste la Loi d'Orientation des Transports Intérieurs du 30 décembre 1982, dite LOTI, amendée par divers textes, dont le Code des Transports.
Un même permis de conduire est nécessaire pour les autobus et les autocars: le permis transports en commun (D en France), obligatoire dès que le nombre de passagers potentiels du véhicule, conducteur compris, dépasse neuf personnes. En dessous de ce nombre, les dispositions légales applicables sont celles des véhicules de tourisme. Ce permis est valable pour tous les véhicules assimilés au transport de voyageurs. Dès le 19 janvier 2013 , un petit changement de catégories de permis se réalise. L'arrivée de la catégorie D1 (Véhicule de 16 places maximum + conducteur, de 8 mètres de long maximum) et D1E (Véhicule de 16 places maximum + conducteur, de 8 mètres de long maximum avec remorque de + 750 kg). Le permis D définit alors : « Véhicule de plus de 9 places ». Il faudra également noter le changement de l'âge du passage des permis. Il était auparavant de 21 ans, pour désormais 24 ans (21 ans par dérogation dans le cadre d'une formation professionnelle diplômante). En revanche, les catégories D1 et D1E sont elles accessibles dès 21 ans. Ces permis requiert tout d'abord le permis voiture (B) possible dès 18 ans.
Les conducteurs doivent également passer la FIMO (formation initiale minimale obligatoire). Un rappel (FCO ou formation continue obligatoire) a lieu tous les 5 ans.
Les conducteurs sont de plus soumis à de nombreuses règles sociales en ce qui concerne les temps de conduite et la durée du travail. Elles varient selon leur activité.
La réglementation sociale européenne s'applique aux conducteurs d'autocars ou d'autobus effectuant des lignes de plus de 50 km avec :
- une pause de 45 minutes toutes les 4 h 30 de conduite, fractionnable en pauses de 15 minutes minimum + 30 minutes minimum (en respectant l'ordre 15+30) (4 h maxi entre 21 h et 6 h – convention collective) ;
- une période de conduite maximale de 9 heures pouvant être portée à 10 heures deux fois par semaine.

À cela s'ajoute le décret no 2003-1242 sur la durée du travail dans le transport de personnes:
- la durée du travail effectif maximale est de 10 heures mais peut être portée à 2 fois 12 heures sous condition. Elle comprend les temps de conduite, de mise à disposition et les autres tâches ;
- l'amplitude comprend la durée du travail effectif et les pauses ;
- dans le transport régulier, l'amplitude est en principe de 12 h et jusqu’à 13 h sous condition, mais peut être portée à 14 h sous la réserve d’obtenir une dérogation (avis CE/DP et autorisation de l'inspecteur du travail. Dans le transport occasionnel, elle peut être de 14 heures (toujours sur certaines conditions à respecter), et en double équipage elle est de 18 h maximum sans dérogation ;
- interdiction d’avoir un TTE (Temps de Travail Effectif) de plus de 9 heures au-delà de 12 heures d'amplitude ;
- obligation de respecter au moins un repos journalier de 11 h minimum entre deux amplitudes pouvant être réduite jusqu'à 9 h, trois fois par semaine maximum ou encore en réalisant 3 h + 9 h (nb de fois maxi hebdo non précisé).

Ce décret est applicable à l'ensemble des conducteurs du transport de personnes sauf les salariés des entreprises soumises à la convention collective des transports urbains.
Les autocars sont limités à une vitesse maximale de 90 km/h sur routes (100 km/h sur autoroutes s'ils disposent de l'ABS). Les autobus sont limités à 70 km/h hors agglomérations.
Pour les autobus articulés et bi-articulés, bien que leurs parties arrière se comportent comme une remorque, ceux-ci ne nécessitent pas le permis ED (Transport en Commun avec remorque de + de 750 kg) mais uniquement le permis D car la ou les remorques ne sont pas dissociable et l'ensemble est considéré comme un véhicule isolé. Souvent c'est même l'essieu de la remorque qui est l'essieu moteur et donc c'est la remorque qui "pousse" l'ensemble
Un chronotachygraphe analogique (ou disque dans le jargon du métier) enregistre en continu la vitesse du véhicule en fonction de l'heure, permettant aux forces de l'ordre de vérifier à la fois les temps de conduite, le respect des pauses et le respect des vitesses maximales autorisées. Il se présente sous forme d'un disque de carton, noir à l'origine, recouvert de paraffine, que le chauffeur insère sous le compteur de vitesse à sa prise de fonctions. Il ne peut l'en retirer qu'à la fin de son temps de conduite. Un seul disque est admis par 24 h sauf si en changeant de véhicule le disque n'est pas compatible avec l'autre chronotachygraphe.
Il n'est pas obligatoire que le car soit équipé d'un chronotachygraphe et donc, même si le véhicule en est équipé, de placer un disque à l'intérieur s'il s'agit de lignes régulières de moins de 50 km (cas des réseaux urbains notamment).
Depuis le 1er mai 2006, le chronotachygraphe numérique ou électronique a été mis en place. Il est obligatoire dans tous les nouveaux véhicules de plus de neuf places (conducteur compris) de transport en commun de personnes.
Une carte à puce remplace le disque de « papier ». Elle est personnelle et appartient au conducteur (et non à l'employeur). Sa photo d'identité y figure. Elle a une durée de validité limitée à cinq ans.
La carte à puce conserve en mémoire tous les trajets, les repos, les excès de vitesse… des 28 derniers jours. L'appareil, lui, conserve ces données pendant un an.
Il existe quatre types de cartes à puce : carte conducteur, carte entreprise, carte ateliers (mécaniciens), carte contrôleurs (police, DRE, inspection du travail…).
Pour des trajets interurbains longs, deux chauffeurs (ou plus) peuvent — ou doivent au regard de la réglementation susvisée — se relayer, effectuant une rotation toutes les 4 h 30 par exemple pour optimiser le temps pendant lequel le véhicule roule. Chacun met un disque dans le tachygraphe ou une carte à puce.
Depuis le 1er septembre 2015, les autocars en service doivent être équipés de ceintures de sécurité. Le port de la ceinture de sécurité est obligatoire pour le conducteur ainsi que pour tous les passagers sous peine d'une amende de 135 €. En revanche, les personnes de forte corpulence, en situation de handicap ou les femmes enceintes sont dispensées du port de la ceinture dont la longueur est inadaptée à leur morphologie. Par ailleurs, depuis cette même date, l'éthylotest Anti-Démarrage (EAD) devient désormais obligatoire pour l'ensemble des autocars en service.

## Accidents
| Le graphique qui aurait dû être présenté ici ne peut pas être affiché car il utilise l'ancienne extension Graph, désactivée pour des questions de sécurité. Des indications pour créer un nouveau graphique avec la nouvelle extension Chart sont disponibles ici . |
| Sources gouvernementales. |

| Le graphique qui aurait dû être présenté ici ne peut pas être affiché car il utilise l'ancienne extension Graph, désactivée pour des questions de sécurité. Des indications pour créer un nouveau graphique avec la nouvelle extension Chart sont disponibles ici . |
| Sources gouvernementales. |

| Le graphique qui aurait dû être présenté ici ne peut pas être affiché car il utilise l'ancienne extension Graph, désactivée pour des questions de sécurité. Des indications pour créer un nouveau graphique avec la nouvelle extension Chart sont disponibles ici . |
| Sources Europa. |

| Le graphique qui aurait dû être présenté ici ne peut pas être affiché car il utilise l'ancienne extension Graph, désactivée pour des questions de sécurité. Des indications pour créer un nouveau graphique avec la nouvelle extension Chart sont disponibles ici . |
| Sources Europa. |

## Constructeurs

### Actuels
| Afrique : - Afrique du Sud : - Iveco Bus - ISAW - Iveco South Africa Works, J-V avec le groupe local Lorimar, dont Iveco détient 60 %. - Algérie : - SNVI ; - Maroc : - Carrosserie Jaghri. - Libye : - Libyan Trucks and Bus Co. - filiale d'Iveco Bus ; - Tunisie : - STIA ; Amérique : - États-Unis : - Thomas Built Buses : groupe Daimler Buses; - Canada : - Prévost Car ; - Pérou : - Veguzti, - Modasa. Asie : - Chine - BYD; - King Long - 1er constructeur mondial ; - SAIC Iveco filiale d'Iveco Bus ; - Yutong; - Corée du Sud : - Daewoo Bus ; - Inde : - Ashok Bus; - Tata Motors; - Japon : - Mitsubishi Fuso Truck and Bus Corporation : groupe Daimler Buses, - Hino Motors : marque du groupe Toyota, | - Turquie : - Anadolu Isuzu, J-V entre le groupe turc Anadolu (55,4%) et le motoriste japonais Isuzu (16,99%); - Karsan, - TEMSA, - Otokar. Europe : - Allemagne : - EvoBus : regroupant Mercedes-Benz Bus et Setra, faisant partie du groupe Daimler Buses, - MAN, - Neoplan ; - Belgique : - Van Hool ; - France : - Aptis, filiale d'Alstom - Bluebus, filiale de Bolloré, - Heuliez Bus, filiale d'Iveco Bus, - Iveco Bus ; - Vehixel ; - Italie : - Iveco Bus; - BredaMenarinibus; - IIA - Industria Italiana Autobus SpA - Rampini - Mini & midibus électriques - Pays-Bas : - VDL ; - Pologne : - Solaris ; - Solbus ; - République tchèque : - Iveco Bus ; - Russie : - Iveco-AMT; - Suède : - Volvo ; - Scania ; - Suisse : - Carrosserie Hess. Océanie - Australie : - Iveco Bus ; |  |

### Anciens
Amérique :
- Canada : Orion International;
- États-Unis : General Motors.

Europe :
- Allemagne :
  -  Büssing,
  - Magirus-Deutz;
- Belgique :
  - Ateliers métallurgiques de Nivelles (AMN),
  - Brossel,
  - Jonckheere,
  - Minerva,
  - Ragheno;
- Espagne :
  - Pegaso,
  - Barreiros;
- France :
  - Renault Bus,
  - Berliet,
  - Chausson,
  - Floirat,
  - Isobloc,
  - Saviem,
  - Somua,
  - Citroën,
  - Unic,
  - Currus;
- Italie :
  - Alfa Romeo,
  - Fiat,
  - Inbus,
  - Lancia,
  - MenariniBus,
  - Stanga;
- Royaume-Uni :
  - Guy Motors,
  - Leyland;
- Suisse :
  - Berna;
  - Saurer;
  - FBW.